# Добровольное спортивное общество

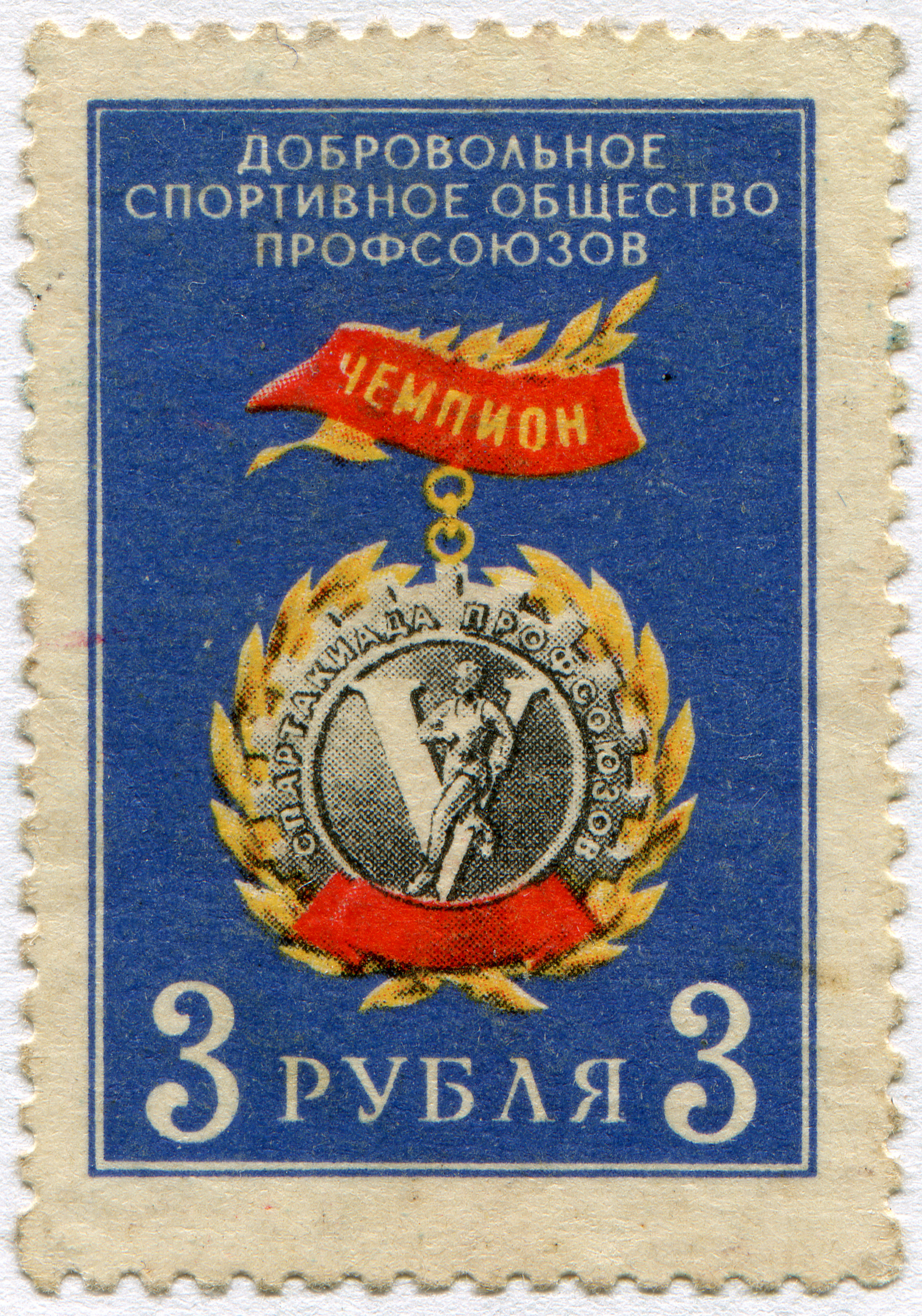

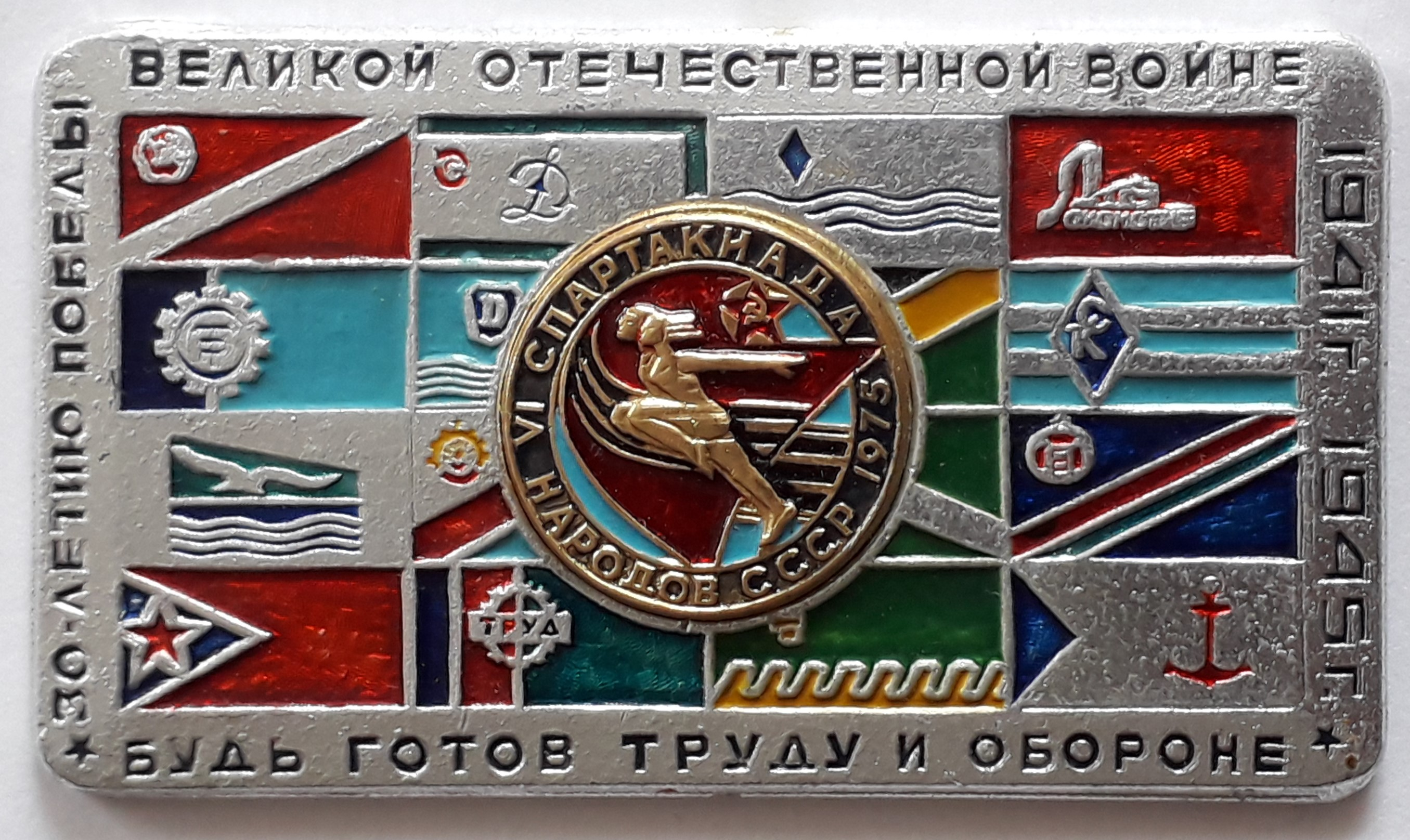
Значок флаги ДСО участники спартакиады

Добровольные спортивные общества (ДСО) — спортивные организации в СССР и соцстранах, создаваемые на основе территориального (в союзных республиках) или производственно-отраслевого признака для объединения граждан, занимающихся физкультурой, спортом и туризмом в целях решения задач развития массовой физической культуры, спорта и туризма, а также подготовки значкистов «Готов к труду и обороне СССР», «Турист СССР», спортсменов-разрядников, мастеров спорта и повышения мастерства спортсменов, действовали на основе принципов широкой самодеятельности в соответствии с утверждёнными уставами ДСО, через свои первичные организации, детско-юношеских спортивные школы (ДЮСШ), а также спортивные клубы объединяли коллективы физической культуры районов, областей, республик, предприятий, учреждений, учебных заведений, организаций, одной или нескольких отраслей народного хозяйства и т.п.

### История
Спортивные общества в СССР начали создаваться в середине 1930-х годов. Первичными организациями ДСО являлись коллективы физической культуры на предприятиях, в учреждениях, колхозах, совхозах, учебных заведениях и др., а также спортивные клубы.
В 1936—1938 гг. были созданы ДСО в профсоюзах, а также всесоюзное спортивное общество «Урожай», объединявшее работников государственного сектора в сельском хозяйстве (МТС, совхозы и т.д.), потребительской кооперации, сельской интеллигенции, а также студентов и учащихся средних сельскохозяйственных учебных заведений; в 1943 г. физкультурники школ ФЗО и ремесленных училищ были объединены в общество «Трудовые резервы»
В 1950-х годах организованы сельскохозяйственные ДСО в союзных республиках.
В октябре 1957 г. президиум ВЦСПС принял решение об очередной реорганизации — переходу от отраслевого к территориальному принципу построения ДСО, тогда же было создано ДСО «Труд» РСФСР, вобравшее в себя несколько отраслевых ДСО. То же произошло в других республиках.
Затем спортивные общества несколько раз «укрупнялись» (сливались в более крупные).
К началу 1970-х годов сложилась следующая система спортивных обществ. На 1 января 1970 действовало 114 000 первичных организаций ДСО, в том числе 105 000 профсоюзных. ДСО имели 1350 детско-юношеских спортивных школ, многочисленные группы совершенствования спортивного мастерства, клубы по видам спорта и др., занятия в которых вели 50 000 тренеров. ДСО совместно с профсоюзными организациями, предприятиями, колхозами и др. осуществляли строительство спортивных сооружений. В 1970 году ДСО имели 2490 стадионов, 59 тыс. футбольных полей, 14,4 тыс. комплексных спортплощадок, 10,2 тыс. спортивно-гимнастических залов, 950 искусственных бассейнов, около 270 тыс. площадок для спортивных игр.
К 1970-м годам существовали: 
- 6 всесоюзных отраслевых ДСО, действующих по производственно-отраслевому принципу[3]:
  - «Спартак» (1935) — объединял членов промысловой кооперации, а с 1960 — и работников местной промышленности, коммунального хозяйства, связи, автотранспорта и шоссейных дорог, геологоразведки, культуры, государственных учреждений, авиации, медицины, государственной торговли, просвещения, пищевой промышленности;
  - «Локомотив» (1936) — членов профсоюза рабочих железнодорожного транспорта;
  - «Водник» (1938) — членов профсоюза рабочих морского и речного флота;
  - «Трудовые резервы» (1943) — учащихся учебных заведений и работников профтехобразования;
  - «Буревестник» (1957) — студентов, профессорско-преподавательский состав и сотрудников ВУЗов;
  - «Зенит» (1967) — работников ряда отраслей машиностроительной промышленности СССР;

В 1982 г. было создано два всесоюзных ДСО: профсоюзное «Труд» и сельское «Урожай», которые объединили соответствующие республиканские ДСО.
В 1986 г. было создано объединённое Всесоюзное добровольное физкультурно-спортивное общество (ВДФСО) профсоюзов, куда вошли ДСО «Спартак», «Зенит», «Буревестник», «Трудовые резервы», «Водник», «Локомотив», «Труд» и «Урожай».
Каждое общество имело флаг, эмблему, спортивную форму, нагрудный знак. Руководство профсоюзными спортивными обществами осуществлял Всесоюзный совет ДСО профсоюзов. Совет организовывал соревнования между спортивными обществами, спартакиады профсоюзов СССР, физкультурные праздники, учебно-тренировочные сборы; обеспечивал участие ДСО во всесоюзных и международных первенствах и чемпионатах.
При Совете были созданы федерации по видам спорта, тренерские советы, коллегии судей и др. Деятельность Всесоюзного совета направлялась и финансировалась ВЦСПС.

## Список ДСО СССР

#### Республиканские ДСО
Всего в СССР было создано 30 республиканских ДСО, по 2 на каждую союзную республику, одно объединяло работников промышленности, второе — жителей села:
| Союзная республика СССР | ДСО работников промышленности | ДСО работников сельского хозйства |
| ----------------------- | ----------------------------- | --------------------------------- |
| РСФСР                   | «Труд»                        | «Колхозник»                       |
| Украинская ССР          | «Авангард»                    | «Колос»                           |
| Белорусская ССР         | «Красное знамя»               | «Урожай»                          |
| Казахская ССР           | «Енбек» (Труд)                | «Кайрат»                          |
| Узбекская ССР           | «Мехнат» (Труд)               | «Пахтакор» (Хлопкороб)            |
| Киргизская ССР          | «Алга» (Вперёд)               | «Колхозчу»                        |
| Туркменская ССР         | «Захмет» (Труд)               | «Колхозчи»                        |
| Армянская ССР           | «Ашхатанк» (Труд)             | «Севан»                           |
| Таджикская ССР          | «Таджикистан»                 | «Хосилот» (Урожай)                |
| Азербайджанская ССР     | «Нефтчи» (Нефтяник)           | «Мэхсул» (Урожай)                 |
| Грузинская ССР          | «Гантиади» (Рассвет)          | «Колмеурне» (Колхозник)           |
| Молдавская ССР          | «Молдова»                     | «Колхозникул»                     |
| Латвийская ССР          | «Даугава»                     | «Варпа» (Колос)                   |
| Литовская ССР           | «Жальгирис» (Зелёный лес)     | «Нямунас» (Неман)                 |
| Эстонская ССР           | «Калев»                       | «Йыуд» (Сила)                     |

В 1982 году все республиканские ДСО были объединены в 2 всесоюзных, получивших название «Труд» и «Урожай».

## Комментарии
1. ↑  В переводе с казахского — энергия, сила, мощь, упорство.
2. ↑  В честь одноимённого озера — Севан.
3. ↑  В честь одноимённой реки — Даугава.
4. ↑  В буквальном переводе на русский слово «Жальгирис» означает «зелёный лес». Название дано в честь победы литовцев, белорусов и поляков над Тевтонским орденом в битве при Грюнвальде (лит. Žalgirio mūšis) в 1410 году[13].
5. ↑  В честь одноимённой реки — Нямунас (лит. Nemunas) по-литовски Неман.
6. ↑  В честь героя эстонской мифологии — легендарного богатыря-великана Калева.